# Carl Fogarty

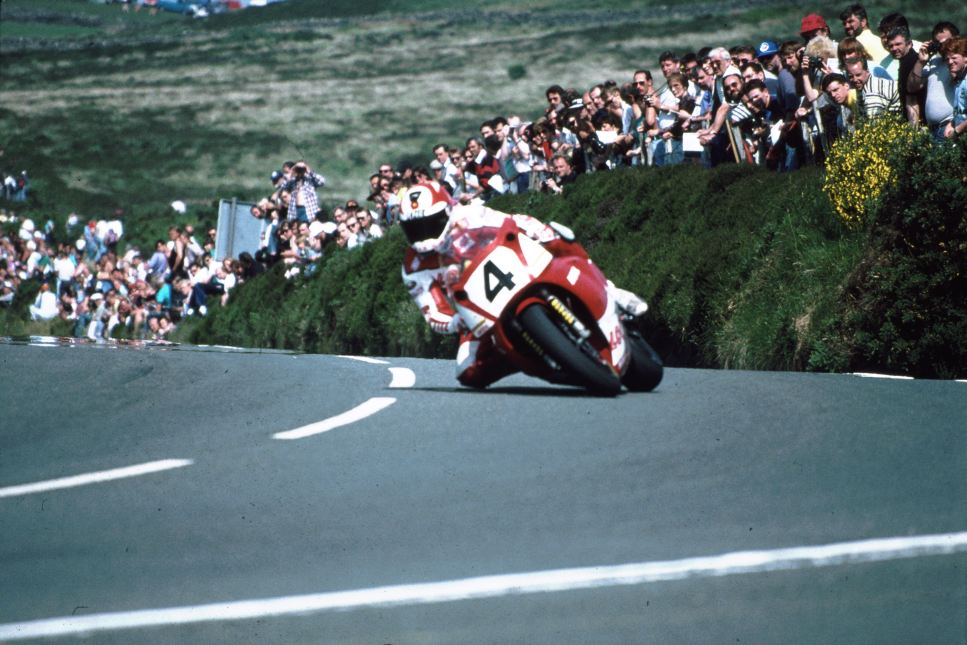
'Foggy' op Yamaha bij Creg-ny-Baa tijdens de Isle of Man TT.

Carl Fogarty (Blackburn, 1 juli 1965) is een voormalig Brits motorcoureur.
Fogarty, ook Foggy genoemd, won viermaal het wereldkampioenschap superbike. Hij staat bekend om zijn snelle bochtentechniek en was ook succesvol bij de Tourist Trophy op het eiland Man. In 1992 vestigde hij met een 750 cc-Yamaha een nieuw ronderecord. Voor de 60,7 km lange ronde op het Snaefell Mountain Course benodigde Fogarty 18 minuten en 18,8 seconden, wat neerkomt op een gemiddelde snelheid van 198,93 km/h. Dit record werd pas zeven jaar later door Jim Moodie op een Honda RC45 gebroken.
Na een raceongeval in het Australische Phillip Island in 2000, moest hij om gezondheidsredenen uit de actieve motorsport terugtreden. Carl Fogarty is momenteel (2019), met vier wereldtitels en 59 overwinningen de op een na succesvolste renner van het wereldkampioenschap superbike, achter Jonathan Rea.